# Francisco Vicente Navarro
Francisco Vicente Navarro (Mosqueruela, 1738 - Ávila, 6 de agosto de 1781) fue un compositor y maestro de capilla español.

## Vida
Francisco Vicente Navarro nació en Mosqueruela, en la Provincia de Teruel. Es probable que se educase con el organista de su villa natal o en la Escuela de gramática de la cercana Cantavieja, donde también se educaron los músicos Agustín Sesé, Miguel Rambla o José Gargallo. Probablemente más tarde pasó a estudiar en La Seo de Zaragoza como infantico del coro, bajo el magisterio de Luis Serra.
Fue maestro de capilla de la iglesia de San Felipe Neri de Madrid. Gracias a una recomendación de José de Nebra, en ese momento segundo maestro de capilla de la Capilla Real de Madrid, consiguió el magisterio de la Catedral de El Burgo de Osma. Tras la partida de Fabián García Pacheco, el cabildo había consultado a Nebra sobre los maestros Navarro y García de Carrasquedo, en ese momento en el magisterio de la Catedral de Santander.

[José de Nebra] le ha oído y admirado varias obras suyas, en que junta el bello gusto moderno con el fondo antiguo, de manera que lo tiene por habilísimo para satisfacer y llevar con lucimiento todas las obligaciones anejas a los magisterios de las primeras catedrales de España.

En Osma trató de revalorizar la capilla de música, recriminando a algunos músicos su actitud pasiva, denunciando la falta de algunos instrumentos y poniendo a los infantes bajo su responsabilidad. No pudo cumplir con sus responsabilidades como hubiera querido debido a enfermedades, sobre todo en 1768. Permaneció en El Burgo de Osma de 1766 a 1780, año en el que consiguió el magisterio de la Catedral de Ávila. Permanecería en Ávila hasta el 6 de agosto de 1781:

[...] el 6 de agosto de 1781 murió en esta ciudad el maestro de capilla Francisco Vicente a los 43 años de edad. Habiendo recibido los Santos Sacramentos y otorgado su testamento. Fue enterrado en la misma catedral, cerca de la capilla de la Concepción. Se le hicieron los acostumbrados sufragios. Era natural de Mosqueruela, obispado de Teruel, y servido a esta iglesia en su empleo y ministerio diez meses.

Su padre, Francisco Vicente, tuvo que pedir socorro al cabildo metropolitano, ya que a sus 73 años había quedado en la miseria y no podía pagar las deudas dejadas por su hijo. El cabildo le concedió 600 reales de limosna.

## Obra
El archivo de la Catedral de El Burgo de Osma conservan numerosas composiciones litúrgicas de Navarro. En Ávila se conserva una misa a dos coros, Vísperas de San Segundo, además de varios motetes y salmos, y cinco villancicos de Navidad y Reyes.